# أب بخش (أفغانستان)
أب بخش (بالإنجليزية: Ab Bakhsh)‏ هي قرية في ولاية بادغيس في شمال غرب أفغانستان. تقع في منطقة قادس.

## روابط خارجية
- خريطة القمر الصناعي في Maplandia.com